# The Bungy
The Bungy è un brano musicale del gruppo musicale giapponese Nico Touches the Walls, pubblicato come loro secondo singolo il 20 febbraio 2008. Il brano è incluso nell'album Who Are You?, primo lavoro della band. Il singolo ha raggiunto la quarantaduesima posizione della classifica Oricon dei singoli più venduti in Giappone.

## Tracce
CD Singolo
1. The Bungy
2. Simon Says

## Classifiche
| Classifica (2008) | Posizione più alta |
| ----------------- | ------------------ |
| Giappone (Oricon) | 42                 |